# Faustignamptus sarapiquensis
Faustignamptus sarapiquensis là một loài bọ cánh cứng trong họ Rhynchitidae. Loài này được Hamilton & Novinger miêu tả khoa học năm 2004.